# María Piedad Castillo de Levi
María Piedad Castillo de Levi, född 1888, död 1962, var en ecuadoriansk poet, prosaförfattare och journalist. Bortsett från hennes bidrag som författare är Castillo erkänd som en viktig feminist som främjade kvinnors rösträtt i Ecuador, för vilket hon förföljdes av myndigheterna. 